# La Stratégie Ender (film)
Cet article concerne le film adapté du roman. Pour le roman, voir La Stratégie Ender.
Pour plus de détails, voir Fiche technique et Distribution.
La Stratégie Ender (Ender's Game) est un film américain de science-fiction écrit et réalisé par Gavin Hood, sorti en 2013. Il s'agit d'une adaptation du roman La Stratégie Ender d'Orson Scott Card.

## Synopsis
Dans le futur, une attaque d'aliens, qui seront nommés « Doryphores », est repoussée au prix de dix millions de morts humaines. Les forces armées, et notamment leur recrutement deviennent primordiales. Le jeune surdoué Ender est enrôlé dans une école de guerre spatiale orbitant autour de la Terre où, sous la férule du colonel Graff, il se prépare à devenir un commandant.
Il a en effet été repéré par Graff qui le suit avec une attention particulière. Il voit en lui le futur stratège qui permettra aux humains de gagner la guerre. Au cours de son instruction, Ender passe les différentes épreuves jusqu'à disposer de sa propre équipe. Il suit alors avec son équipe un entraînement final basé sur des simulations virtuelles de batailles spatiales. Réussir cet entraînement lui permettra de devenir le commandant de toute la flotte spatiale humaine.
Enfin arrive sa dernière simulation, celle qui – si elle est réussie – lui permettra d'accéder finalement au poste de commandant en chef de guerre. Cette simulation se déroule à proximité de la planète ennemie. Par le sacrifice de nombreux vaisseaux, il réussit à détruire cette dernière.
Il comprend peu après sa victoire qu'il ne dirigeait pas une simulation mais une bataille réelle, et qu'il est ainsi responsable d'un « xénocide » (c'est-à-dire de l'extermination de toute une espèce extraterrestre). Choqué par son acte, il décide de ne pas revenir sur Terre.
Peu après, il découvre une larve d'alien sur l'avant-poste d'où il dirigeait la campagne. À sa grande horreur, Ender se rend compte que la guerre a éclaté à la suite d'un tragique malentendu : la seule forme de communication que connaissent les Doryphores est la télépathie, que ne maîtrisent pas les humains. De plus, chez eux, seules les reines sont douées de raison, et elles contrôlent mentalement les « ouvrières ». La mort de soldats et civils humains n'était pour eux pas un drame.
Après avoir pris conscience de ces particularités humaines, les reines stoppèrent la colonisation, mais les humains contre-attaquèrent, craignant un nouvel assaut. Ender décide donc, en réparation de son crime, de profiter de son grade d'amiral pour explorer l'espace et trouver une nouvelle planète pour la larve, afin de recréer l'espèce des Doryphores.

## Fiche technique
- Titre original : Ender's Game
- Titre français : La Stratégie Ender
- Réalisation : Gavin Hood
- Scénario : Gavin Hood, d'après La Stratégie Ender d'Orson Scott Card
- Direction artistique :  Sean Haworth
- Décors : A. Todd Holland
- Costumes : Christine Bieselin Clark
- Photographie : Donald McAlpine
- Son : Dane A. Davis
- Montage : Zach Staenberg et Lee Smith
- Musique : Steve Jablonsky
- Production : Lynn Hendee, Linda McDonough, Roberto Orci, Gigi Pritzker (en) et John Textor
- Sociétés de production : Chartoff Productions, Kurtzman Orci Paper Products, Odd Lot Entertainment et Summit Entertainment
- Société de distribution : Summit Entertainment (États-Unis)
- Budget : 110 millions de dollars[1]
- Pays de production :  États-Unis
- Langue originale : anglais
- Format : couleur - 35 mm - 2,35:1 - son Dolby Digital
- Genre : science-fiction
- Durée : 114 minutes
- Dates de sortie :
  - Allemagne : 24 octobre 2013
  - États-Unis : 1er novembre 2013
  - Belgique, France : 6 novembre 2013

## Distribution
- Asa Butterfield (VF : Gabriel Bismuth-Bienaimé ; VQ : Samuel Jacques) : Andrew « Ender » Wiggin
- Harrison Ford (VF : Richard Darbois ; VQ : Mario Desmarais) : colonel Hyrum Graff
- Abigail Breslin (VF : Lutèce Ragueneau ; VQ :Juliette Mondoux) : Valentine Wiggin
- Brandon Soo Hoo : Fly
- Hailee Steinfeld (VF : Rebecca Benhamour ; VQ : Célia Gouin-Arsenault) : Petra Arkanian
- Ben Kingsley (VF : Jean-Yves Chatelais ; VQ : Vincent Davy) : colonel Mazer Rackham
- Viola Davis (VF : Céline Ronté ; VQ : Johanne Garneau) : major Gwen Anderson
- Moisés Arias (VF : Brice Ournac ; VQ : Aliocha Schneider) : Bonzo Madrid
- Suraj Parthasarathy (VF : Arthur Pestel ; VQ : Nicolas DePassillé-Scott]) : Alai
- Aramis Knight (VF : Gwenaël Sommier ; VQ : Tom-Eliot Girard) : Bean
- Khylin Rhambo (VF : Mohamed Sanou ; VQ : Charles Sirard-Blouin) : Dink Meeker
- Jimmy Pinchak (en) (VF : Hugo Brunswick ; VQ : Damien Muller) : Peter Wiggin
- Nonso Anozie (VF : Daniel Lobé ; VQ : Thiéry Dubé) : sergent James Dap
- Conor Carroll (VF : Hervé Grull ; VQ : Nicolas Poulin) : Bernard
- Caleb J. Thaggard (VF : Emmanuel Garijo) : Stilson
- Tony Mirrcandani (VF : Saïd Amadis) : amiral Chjamrajnager

Source et légende : version française (VF) sur AlloDoublage et version québécoise (VQ) sur Doublage Québec

## Production

### Développement
Depuis la publication de son roman en 1985, Orson Scott Card n'avait jamais voulu céder ses droits pour une éventuelle adaptation cinématographique. Malgré de nombreuses opportunités, l'auteur refuse à chaque fois, en raison de divers différends artistiques.
Un projet produit par Fresco Pictures et la Warner Bros. est cependant lancé en 2007, avec Wolfgang Petersen comme réalisateur. Le projet est abandonné au niveau de la préproduction, après l'écriture du scénario par Orson Scott Card lui-même. En février 2009, Orson Scott Card annonce avoir terminé un script pour la société Odd Lot Entertainment, qui commence à monter un nouveau projet. En septembre 2010, Gavin Hood rejoint le film comme scénariste et réalisateur. En novembre 2010, Orson Scott Card dévoile que le film contiendra aussi des éléments de son roman La Stratégie de l'ombre. En janvier 2011, Roberto Orci et Alex Kurtzman rejoignent le projet comme producteurs ainsi que pour trouver des investisseurs. Le 28 avril 2011, Summit Entertainment achète les droits d'adaptation du roman.

### Attribution des rôles
Dans une interview de 1999, Orson Scott Card rapporte que Jake Lloyd était pressenti pour le rôle principal. Card demande aux fans de ne pas juger la performance du jeune acteur dans Star Wars, épisode I : La Menace fantôme, qui aurait été meilleure avec un meilleur script et une meilleure direction d'acteur. En juillet 2008, Card dit qu'il aimerait bien Nathan Gamble pour incarner Ender, mais qu'il est sûrement trop vieux pour le rôle. C'est finalement le Britannique Asa Butterfield, révélé au grand public par Hugo Cabret de Martin Scorsese, qui est choisi, et retrouve par la même occasion Ben Kingsley qui jouait également dans Hugo Cabret.
Plus tôt dans le développement du film, Orson Scott Card pense transformer le personnage du colonel Hyrum Graff en femme et suggère des actrices avec un style cynique comme Janeane Garofalo et Rosie O'Donnell. Finalement, le personnage demeure masculin et c'est Harrison Ford qui lui prête ses traits.
En 1998, Orson Scott Card suggère dans une interview Andre Braugher ou Will Smith pour incarner Mazer Rackham. Ben Kingsley hérite finalement du rôle.

### Tournage
Le tournage débute à La Nouvelle-Orléans le 27 février 2012,.

## Distinctions

### Nominations
- Washington D.C. Area Film Critics Association Awards 2013 : meilleur espoir pour Asa Butterfield
- Critics' Choice Movie Awards 2014 : meilleur espoir pour Asa Butterfield